# Andronik Paleolog (zięć Teodora I)
Andronik Paleolog (gr.) Ἀνδρόνικος Παλαιολόγος (zm. ok. 1212) – bizantyński arystokrata, zięć cesarza Teodor I Laskarys (1204-1222). 

## Życiorys
Nie znamy jego koligacji rodzinnych z Paleologami. Andronik poślubił Irenę Laskarys, córkę cesarza Teodora I Laskarysa w 1211 w Nicei. Uzyskał godność despoty i następstwo tronu. Miał zostać kolejnym cesarzemą, gdyż Teodor nie posiadał męskiego potomka, lecz w rok później zmarł w wyniku nieokreślonej „intrygi miłosnej”. Wdowa po nim została żoną późniejszego cesarza Jana III Dukasa Watatzesa. 